# بيت كوستانزا
بيت كوستانزا (بالإنجليزية: Pete Costanza)‏ هو رسام بالرصاص ورسام توضيحي أمريكي، ولد في 19 مايو 1913 في نيويورك في الولايات المتحدة، وتوفي في 28 يونيو 1984 في نيوجيرسي في الولايات المتحدة.